# Opactwo Downside
Opactwo Downside lub Opactwo świętego Grzegorza Wielkiego (ang. Downside Abbey lub Abbey of St Gregory the Great) – klasztor benedyktyński i bazylika mniejsza znajdujące się we wsi Stratton-on-the-Fosse, w hrabstwie Somerset, w Anglii, w Wielkiej Brytanii.

## Historia
Benedyktyński przeorat św. Grzegorza Wielkiego powstał w 1605 roku w Douai, we Flandrii. Założycielem opactwa był święty Jan Roberts, walijski benedyktyn. W 1611 roku został wybudowany klasztor przez Philipa de Caverela, opata opactwa Saint-Vaast w Arras. Podczas rewolucji francuskiej, opactwo w Douai zostało skasowane i benedyktyni  przenieśli się do Anglii, gdzie przebywali początkowo w Acton Burnell, a następnie od 1814 w przeoracie w Stratton-on-the-Fosse, który w 1899 roku zyskał rangę opactwa. W 1876 roku został ukończony klasztor. Na początku ubiegłego stulecia rozpoczęła się budowa świątyni pod wezwaniem św. Grzegorza Wielkiego w stylu neogotyckim. W 1925 roku kościół został ukończony. W 1935 roku budowla została konsekrowana i ogłoszona bazyliką mniejszą przez papieża Piusa XI.